# Magdalene College
Das Magdalene College [ˈmɔːdlɪn ˈkɒlɪdʒ] ist ein College der University of Cambridge und wurde 1428 als Herberge der Benediktiner gegründet. Es befindet sich an der Brücke über den Cam, welcher der Stadt den Namen gab.

## Geschichte

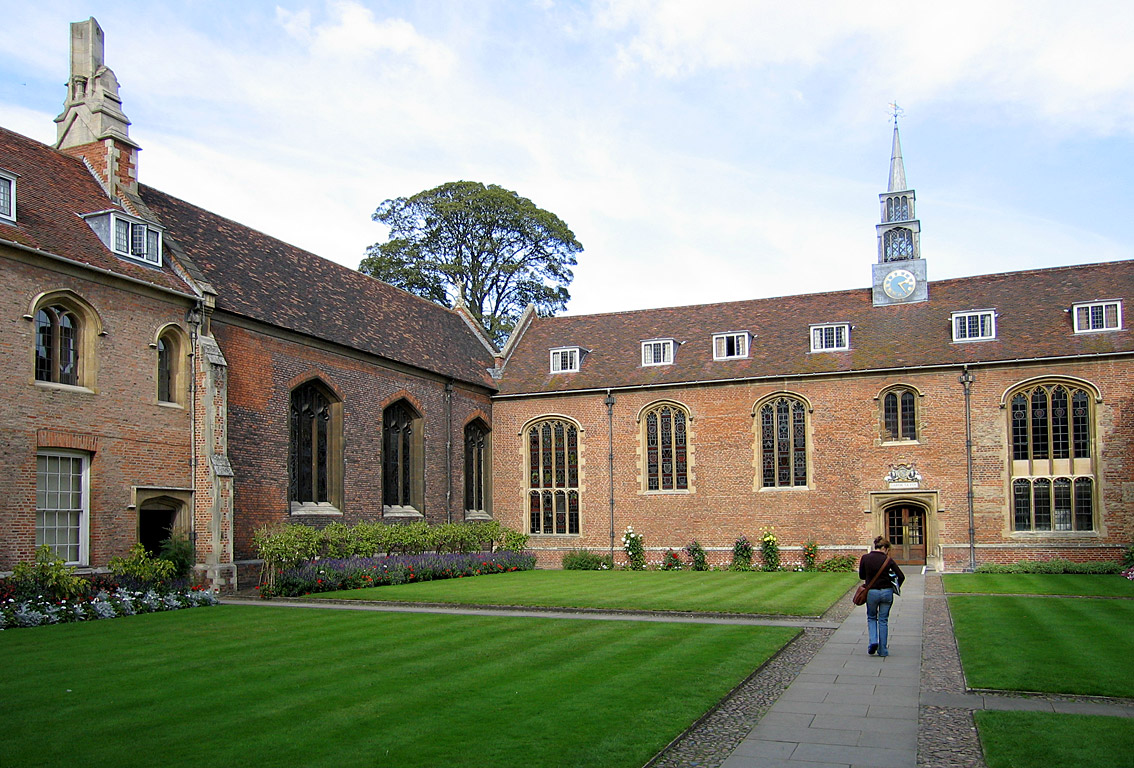
Innenhof des Magdalene College

1428 verlieh Heinrich VI. den Benediktinermönchen das Privileg, an dieser Stelle eine Herberge für die Brüder zu errichten, welche aus Fenland kamen, um kanonisches Recht zu studieren. Die Lage war offensichtlich schon immer ein beliebter Siedlungsort, es wurden römische und sogar eisenzeitliche Siedlungsreste gefunden. Die vier Klöster Crowland, Ely, Ramsey und Walden errichteten jeweils für ihre Studenten eigene Trakte im Süden des Kollegs.
Zwischen 1472 und 1483 muss die Umbenennung von „Mönchsherberge“ in „Buckingham College“ erfolgt sein, zu Ehren des Patrons des Kollegs, des 2. Duke of Buckingham Henry Stafford und der Namensgeberin Maria Magdalena. Mit seiner Hinrichtung wegen Hochverrats erlitt auch das Kolleg einen tiefen Schlag. In diese Zeit fällt vermutlich auch die Zulassung von Laien, die bei den Mönchen zu Miete wohnen konnten; damals wie heute sind gemeinsame Verpflegung und Unterbringung darin enthalten.
1650 kam Samuel Pepys zum Kolleg, der durch sein exzentrisches Verhalten auffiel. Er übereignete zu seinem Tod 1703 der Fakultät sein Wohnhaus und die darin befindliche Bibliothek, deren Auswahl von 3000 Bänden von seinem Charakter geprägt sind: sie sind nach Größe geordnet und nummeriert.
Seit 1987 dürfen auch Frauen an der Universität studieren. Von den 612 Studierenden im Dezember 2020 waren 266 Frauen. Damit lag der Frauenanteil bei 43 %. Seit 1986 ist es auch möglich, außerhalb des Colleges zu wohnen.

## Zahlen zu den Studierenden
Im Dezember 2022 waren 582 Studierende am Magdalene College eingeschrieben (darunter 180 aus dem Ausland). Davon strebten 383 (65,8 %) den Bachelor als ihren ersten Studienabschluss an, sie waren also undergraduates. 199 (34,2 %) arbeiteten auf einen weiteren Abschluss hin, sie waren postgraduates, davon 55 Masteranden. 2020 waren es 612 Studierende gewesen, davon 211 im weiterführenden Studium, 2021 insgesamt 632.

## Alumni
- Prinz Asfa-Wossen Asserate (* 1948), Unternehmensberater und Autor
- Dennis W. Babbage (1909–1991), Codeknacker von Bletchley Park
- Sir John Boardman (1927–2024), Klassischer Archäologe
- Martin Bright (* 1966), Journalist
- Lord Fellowes of West Stafford (* 1949), Drehbuch- und Romanautor, Filmschauspieler und -regisseur
- Sir Christopher Greenwood (* 1955), Richter am Internationalen Gerichtshof in Den Haag
- Michael Morris, 3. Baron Killanin (1914–1999), ehemaliger Präsident des Internationalen Olympischen Komitees
- Mark Malloch Brown, Baron Malloch-Brown (* 1953), ehemaliger stellvertretender Generalsekretär der Vereinten Nationen
- George Mallory (1886–1924), englischer Bergsteiger
- C. K. Ogden (1889–1957), Übersetzer von Wittgenstein und Erschaffer des Einfachen Englisch
- Samuel Pepys (1633–1703), Sekretär der Admiralität, Tagebuchautor der Stuart-Restauration und Stifter der Bibliotheca Pepysiana am Magdalene College
- Sir Michael Redgrave (1908–1985), englischer Schauspieler
- I. A. Richards (1893–1979), englischer Literaturkritiker und Rhetoriker
- Alan Rusbridger (* 1953), britischer Journalist und Herausgeber
- Anna Stürgkh (* 1994), österreichische Politikerin

## Lehrende Honorarprofessuren
Die folgenden Schriftsteller waren Ehrenmitglieder des Magdalene:
- Thomas Hardy (1840–1928), Schriftsteller
- Rudyard Kipling (1865–1936), Schriftsteller (Das Dschungelbuch)
- T. S. Eliot (1888–1965), Lyriker, Dramatiker und Kritiker
- C. S. Lewis (1898–1963), Schriftsteller und Literaturwissenschaftler, war von 1954 bis 1963 „Professorial Fellow“ (Ordinarius) am Magdalene
- Seamus Heaney (1939–2013), irischer Schriftsteller, Lyriker, Literaturwissenschaftler und Übersetzer

## Weitere Honorarprofessuren
- Nelson Mandela (1918–2013), von 1994 bis 1999 Präsident Südafrikas, erhielt 2001 eine Ehrenprofessur am Magdalene. Ab 1995 waren zur Unterstützung südafrikanischer Studenten Stipendien mit dem Namen Mandela Magdalene College Sholarships angeboten worden.